# Георг I (король Греции)
Георг I (греч. Γεώργιος Αʹ, 24 декабря 1845, Копенгаген — 18 марта 1913, Салоники) — король эллинов (греч. Βασιλεύς των Ελλήνων) в 1863—1913 годах, преемник Оттона I Баварского на греческом престоле по результатам референдума в Греции 1862 года, основатель династии греческих Глюксбургов; шеф 1-го пехотного Невского Его Величества Короля Эллинов полка (Российской империи).

## Биография
Второй сын короля Дании Кристиана IX. По рождению принц датский Кристиан-Вильгельм-Фердинанд-Адольф-Георг Шлезвиг-Гольштейн-Зондербург-Глюксбургский. 30 марта 1863 года избран на греческий престол в 17-летнем возрасте, набрав лишь 6 голосов из 241 202 и заняв 18-е место (остальные кандидаты, набравшие больше голосов, по разным причинам отказались управлять страной).

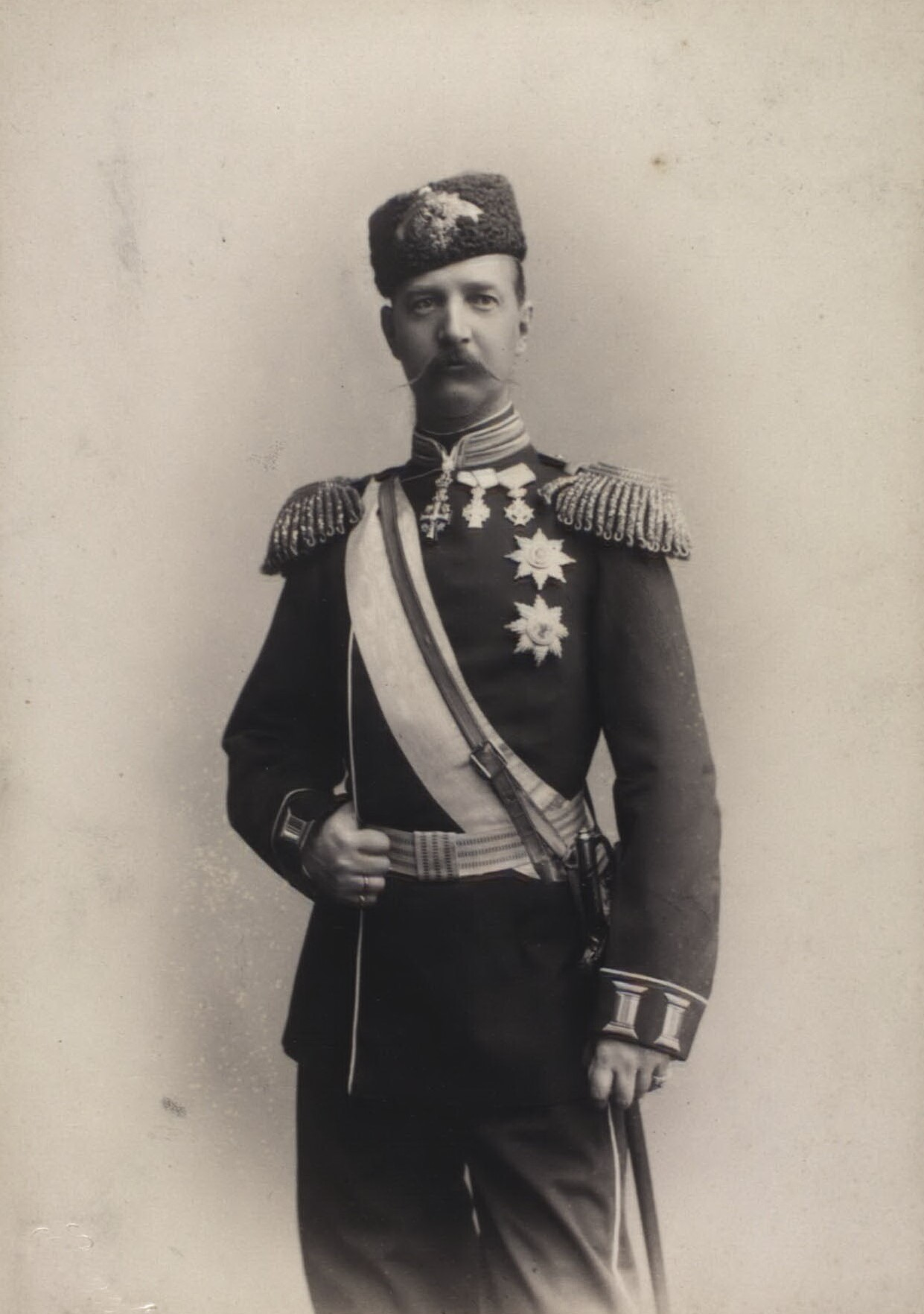
Георг I в военной форме, ок. 1880-1890 гг.

Имел симпатии к странам будущей Антанты. Греческая королевская семья находилась (вслед за датской, частью которой она являлась) в тесных родственных отношениях с британской и российской династиями: родными сёстрами Георга I были королева Великобритании Александра, жена Эдуарда VII и мать Георга V, а также российская императрица Мария Фёдоровна, жена Александра III и мать Николая II. Сам Георг был женат на племяннице Александра II Ольге Константиновне. Королевская семья имела пятерых сыновей и двух дочерей. Трое из детей короля — Александра, Николай и Мария — также состояли в браках с представителями дома Романовых. Браки укрепили дипломатические отношения Греции и России, сблизили два царствующих дома, усилили русофильскую партию при дворе короля.
В 1896 году во время царствования Георга I Греция принимала I Олимпийские игры современности, которые проходили в городе Афины. При этом он сам открывал эти игры.
В 1912—1913 годах в результате Первой балканской войны Греция получила значительные территориальные приращения, увеличив территорию за счёт европейских владений Турции почти вдвое, что усилило в правящих кругах Греции т. н. «Великую идею» — фактически восстановление Византийской империи и изгнание турок не только из Европы, но и из Константинополя и со значительной части Малой Азии.
С 4 мая 1867 года был шефом Невского полка Российской армии.
Король Георг I был застрелен 18 марта 1913 года в разгар военных действий против Турции анархистом Александросом Схинасом в Салониках (во время следствия Схинас покончил жизнь самоубийством и заказчики покушения остались неизвестными). 25 марта его тело было перевезено в Афины, где король был отпет в соборе 3 апреля; богослужение совершали 50 архиереев. Похоронен в бывшем загородном дворце греческих королей и месте погребения членов королевской семьи Татой.
Долгое и успешное царствование Георга оказалось прологом к периоду нестабильности последующих царствований, постоянных войн и переворотов, преследовавших Грецию более 60 лет.

## Семья
В 1867 году Георг женился на Ольге Константиновне (1851—1926), дочери Великого Князя Константина Николаевича. 
Дети:

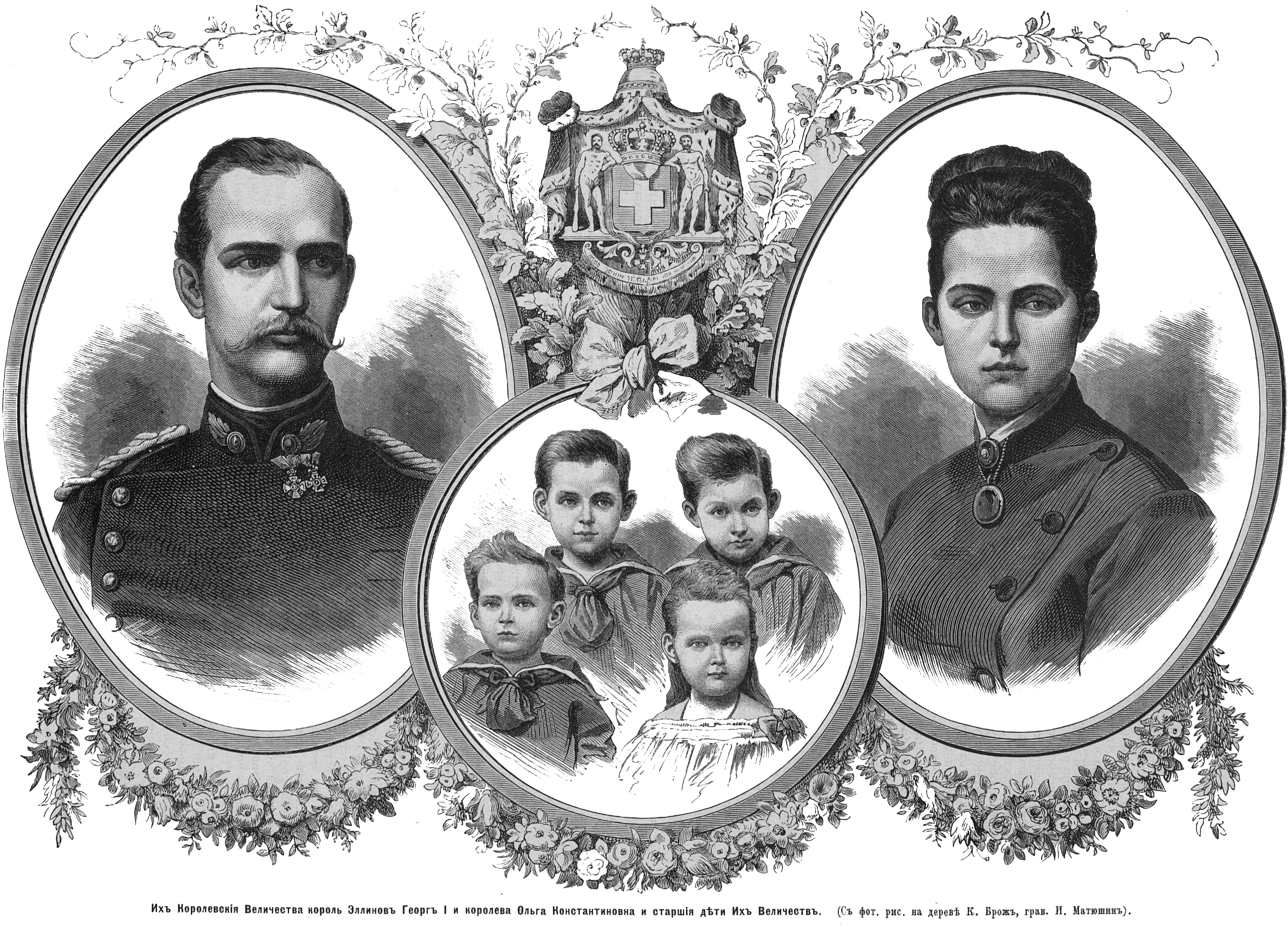
Георг I, Ольга Константиновна и их старшие дети

- Константин I (1868—1923) — король Греции (1913—1917, 1920—1922), женился на принцессе Софии Прусской, имели трёх сыновей и трёх дочерей;
- Георг (1869—1957) — граф Корфский, женился на принцессе Марии Бонапарт, имели сына и дочь;
- Александра (1870—1891) — супруга великого князя Павла Александровича, имели сына и дочь;
- Николай (1872—1938) — женился на великой княжне Елене Владимировне, имели трёх дочерей;
- Мария (1876—1940) — супруга великого князя Георгия Михайловича, имели двух дочерей;
- Ольга (1880) — умерла в младенчестве
- Андрей (1882—1944) — женился на принцессе Алисе Баттенберг, имели четырёх дочерей и сына;
- Христофор (1888—1940) — первая супруга американская наследница Нэнси Стюарт, вторая супруга — французская принцесса Франсуаза Орлеанская, от которой имел одного сына.

## Память

В филателии
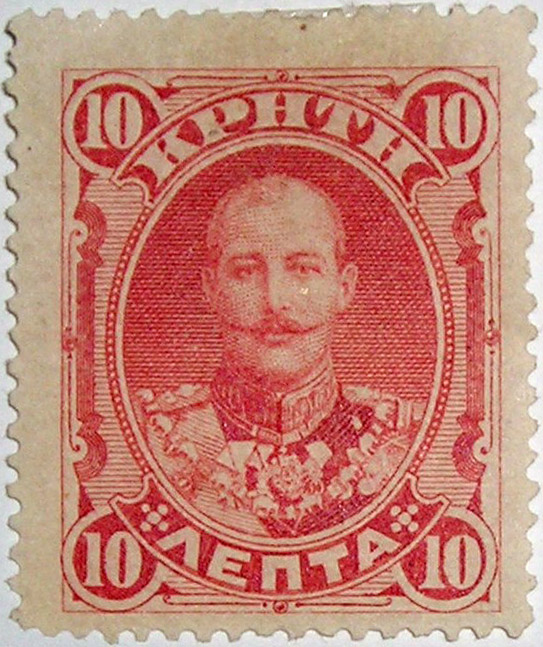
Почтовая марка Крита, посвящённая принцу Георгу, а не его отцу 1900 год, 10 лепт
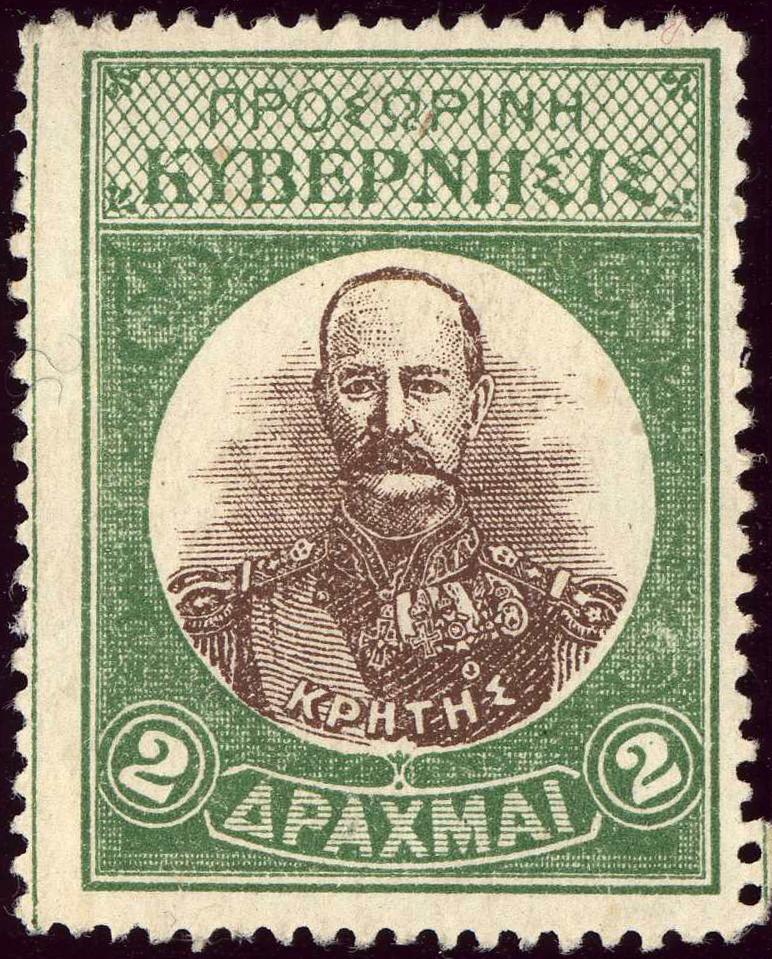
Почтовая марка критской повстанческой организации «Революционная ассамблея»